# Phalera grandidierianum
Phalera grandidierianum är en fjärilsart som beskrevs av Pierre E.L. Viette 1954. Phalera grandidierianum ingår i släktet Phalera och familjen tandspinnare. Inga underarter finns listade i Catalogue of Life.